# Mal Graham
Robert Malcolm Graham (ur. 23 lutego 1945) – amerykański koszykarz, występujący na pozycji rozgrywającego, dwukrotny mistrz NBA.

## Osiągnięcia
NCAA
- Laureat NCAA Silver Anniversary Award (1992)
- Zaliczony do składu All-American Third Team (1967 przez UPI)[2]
- Wybrany do Galerii Sław Sportu Uniwersytetu Nowy Jork (1982)[3]

NBA
- 2-krotny mistrz NBA (1968, 1969)[1]

Reprezentacja
- Mistrz uniwersjady (1967)[4]